# Ломбарди (Витербо)
Ломбарди (итал. Lombardi) је насеље у Италији у округу Витербо, региону Лацио.
Према процени из 2011. у насељу је живело 11 становника. Насеље се налази на надморској висини од 3 м.